# هيلي تورنينج-شميت
هيلي تورنينج-شميت (بالدنماركية: Helle Thorning-Schmidt) سياسية دنماركية مواليد 14 ديسمبر 1966 ، ورئيسة وزراء الدنمارك منذ أكتوبر 2011 وحتى 2015 ، وهي زعيمة الحزب الاشتراكي الديمقراطي منذ أبريل 2005.
خدمت في برلمان الاتحاد الأوروبي كممثلة عن الدنمارك من عام 1999 وحتى 2004 ، وفي عام 2005 تم انتخابها لتصبح الزعيمة الجديدة للحزب الاشتراكي الديمقراطي بدلاً من مونس لوكتفت (بالدنماركية: Mogens Lykketoft) ، وخاضت انتخابات عام 2011 لتصبح رئيسة الوزراء بعد موافقة الملكة مارغريت الثانية.
وتحمل تورنينج-شميت بكالوريوس في العلوم السياسية من جامعة كوبنهاغن وماجستير في الدراسات الأوروبية من الكلية الأوروبية في بولندا.

## وصلات خارجية
- هيلي تورنينج-شميت على موقع IMDb (الإنجليزية)
- هيلي تورنينج-شميت على موقع الموسوعة البريطانية (الإنجليزية)
- هيلي تورنينج-شميت على موقع مونزينجر (الألمانية)
- هيلي تورنينج-شميت على موقع إن إن دي بي (الإنجليزية)
- هيلي تورنينج-شميت على موقع قاعدة بيانات الفيلم (الإنجليزية)

- موقع رئاسة الوزراء (بالإنجليزية)
- هيلي تورنينج-شميت على مشروع الدليل المفتوح